# Imkerei in Deutschland

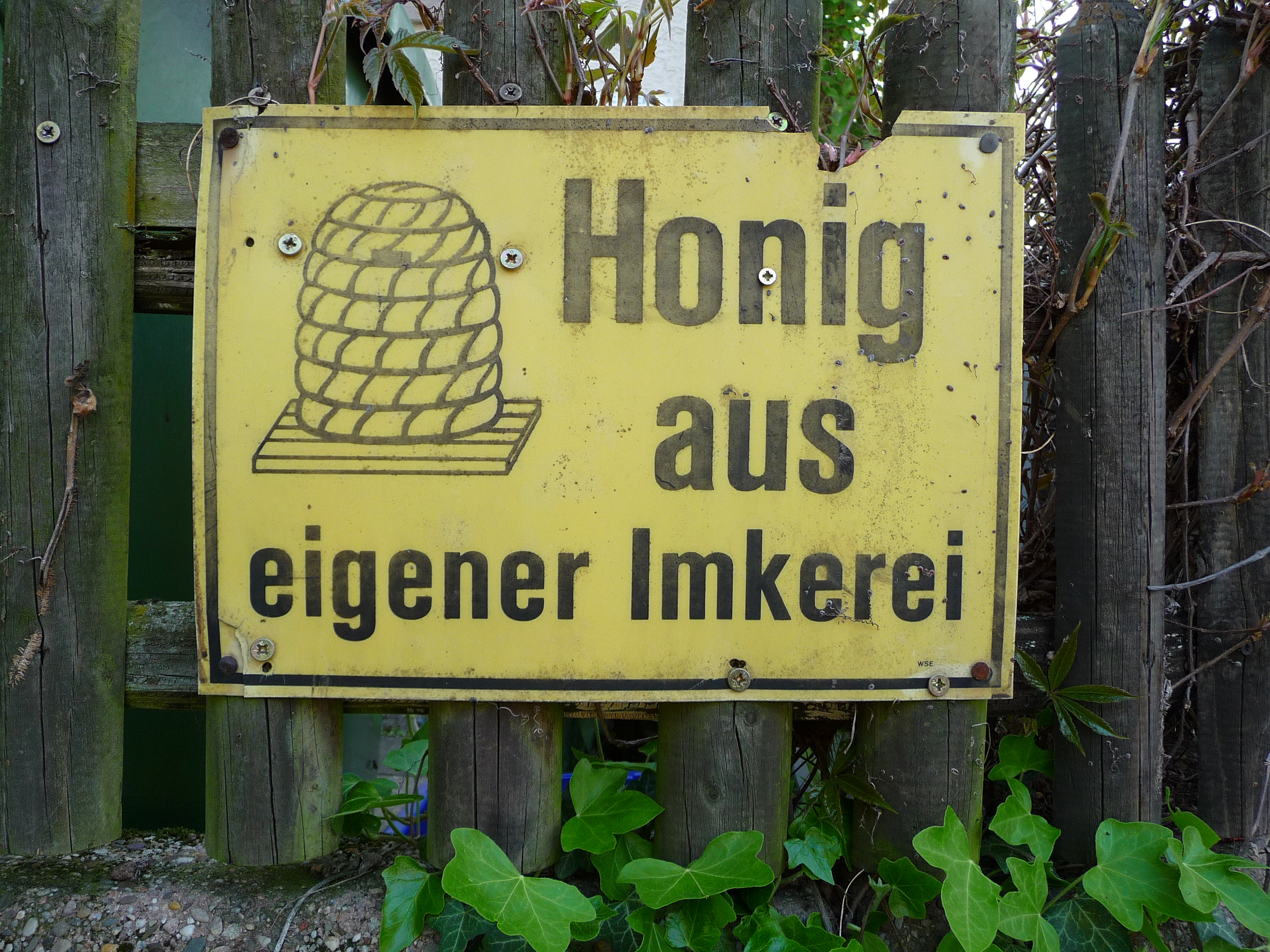
Typisches Imkerei-Werbeschild

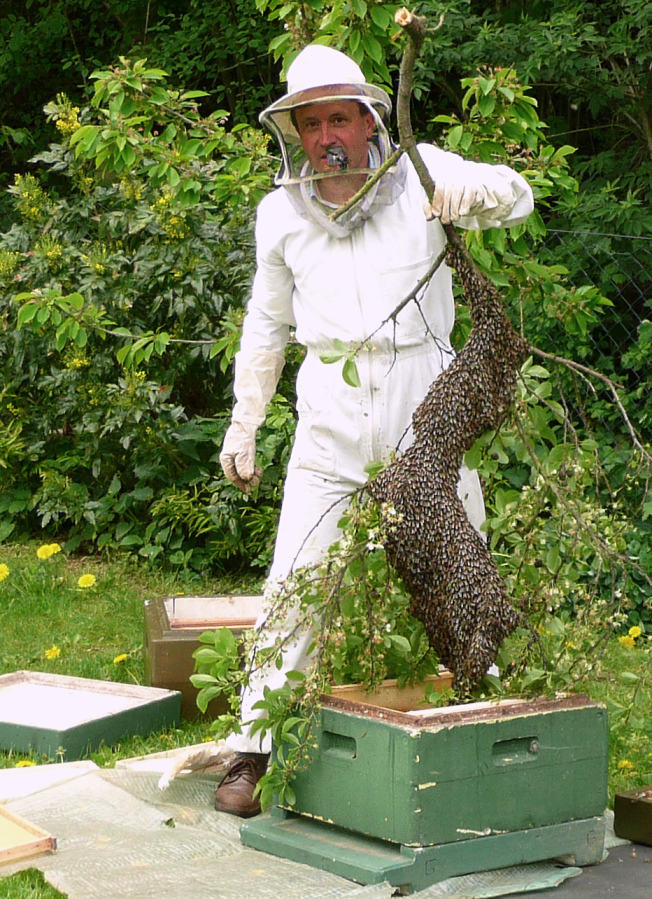
Imker mit Bienenschwarm an einem Ast

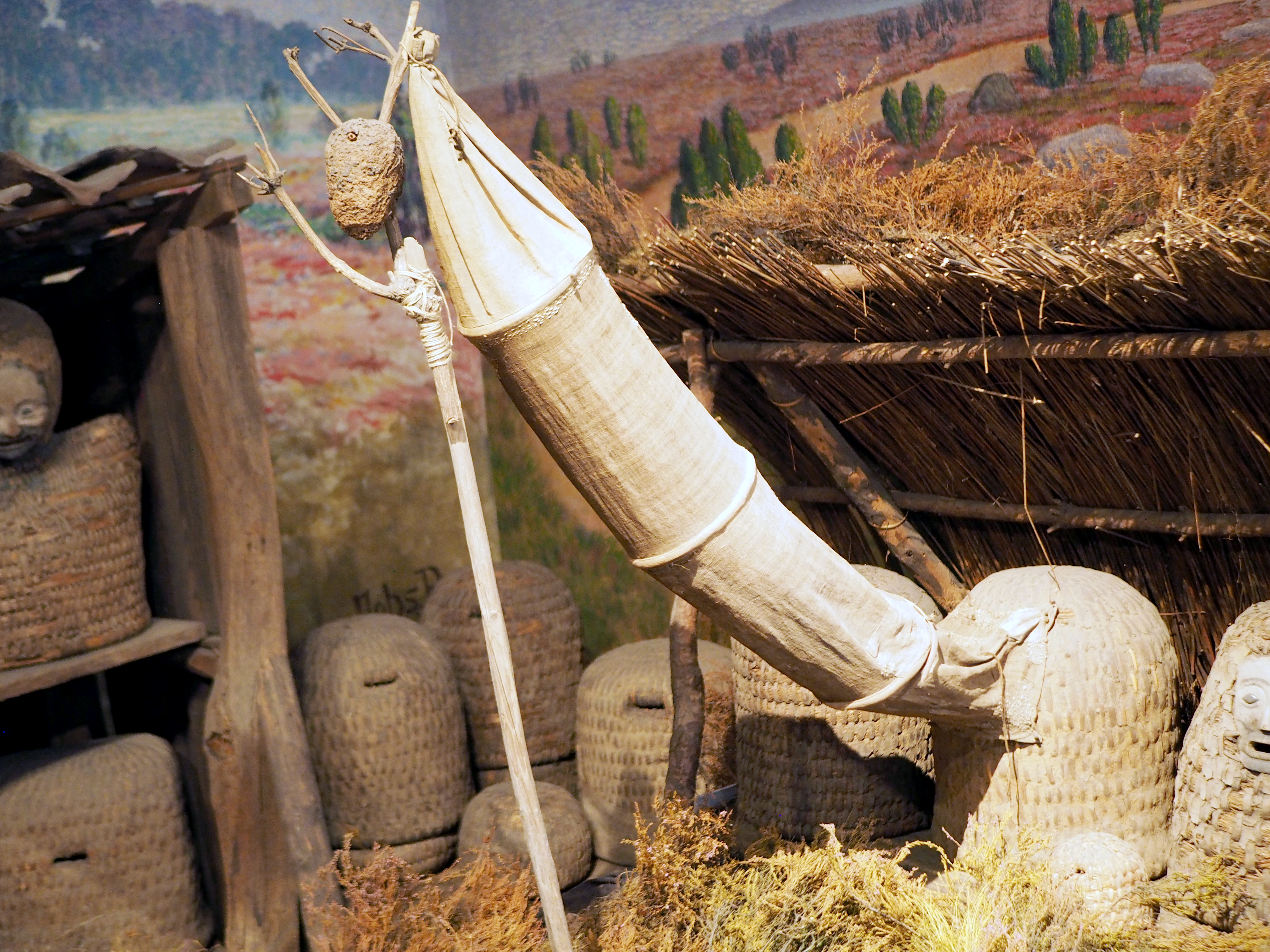
In der Lüneburger Heide waren Schwarmfangbeutel im Gebrauch

Die Imkerei in Deutschland zählt etwa 152.000 Imker mit etwa 1.018.000 Bienenvölkern (Stand: 2022). Rund 95 % der Imker in Deutschland sind Freizeitimker. Wenige betreiben die Imkerei im Nebenerwerb, und nur etwa 500 sind Berufsimker. Die angenommene Grenze für ein sicheres positives Betriebsergebnis liegt allgemein bei mindestens 30 Bienenvölkern.
In Deutschland wird vergleichsweise viel Honig verzehrt (ca. 1,1 kg / Kopf und Jahr). Davon werden etwa 20 % von heimischen Imkern geliefert, der Rest wird aus dem Ausland importiert. Die wichtigsten Lieferländer für Honig sind Argentinien, Mexiko, die Ukraine und China.
Ein wesentliches Problem der Imkerei war lange Zeit der Nachwuchsmangel. Das Durchschnittsalter der Imker in Deutschland liegt derzeit bei 57 Jahren. Seit 2008 steigt die Zahl der Imker wieder. Um dem Nachwuchsmangel, auch speziell unter der weiblichen Imkerschaft entgegenzuwirken und um auch mehr Frauen für die Imkerei zu begeistern, rief der Deutsche Imkerbund das Jahr 2008 zum Jahr der Frau in der Imkerei aus. Darüber hinaus greifen seit 2010 EU-gestützte Förderprogramme der Landesregierungen, sodass die Zahlen der Neuimker und die Völkerzahlen innerhalb von zehn Jahren um ca. 20 % anstiegen.
Hauptprobleme in der Imkerei sind der Flächenverbrauch, die abnehmende Biodiversität, die Anwendung von Pestiziden in der Landwirtschaft sowie die Varroamilbe.

## Rechtliche Grundlagen
In Deutschland sind kaum juristische Bedingungen an die Imkerei und die Erwerbstätigkeit geknüpft.
Die Bienenhaltung ist nach § 1a Bienenseuchen-Verordnung unter Angaben der Bienenvolkanzahl und dem Standort der zuständigen Behörde zu melden. Die Aufgabe obliegt zu meist dem Veterinäramt. Einer besonderen Aufsicht unterliegen nach §2 dieser Verordnung aber nur Betriebe, in denen gewerbsmäßig Honig gelagert oder behandelt wird. Nach § 20 TierGesG ist die Bienenhaltung der zuständigen Tierseuchenkasse zu melden. Diese Regelung ist wie ein Beitrag zur Tierseuchenkasse je nach Bundesland unterschiedlich.
Wanderimker, die mit ihren Bienen, etwa wegen besserer Trachtverhältnisse, umziehen, benötigen dafür eine sog. Wanderbescheinigung. Dadurch soll der Verbreitung der Bienenkrankheit Amerikanische Faulbrut entgegengewirkt werden. Diese ist außerdem, ebenso wie Tropilaelapsose und Befall mit Kleinem Beutenkäfer eine anzeigepflichtige Tierseuche, ein Befall ist den jeweiligen Veterinärämtern zu melden. Rechtsgrundlage ist die Bienenseuchen-Verordnung vom 3. November 2004.
Die Haltung von Honigbienen setzt die Genehmigung des Eigentümers voraus, auf dessen Fläche das Bienenvolk aufgestellt werden soll (§ 903 BGB). Außerdem dürfen Unbeteiligte wie Nachbarn dadurch nicht „wesentlich“ beeinträchtigt werden (§ 906 BGB).

## Technische Voraussetzungen

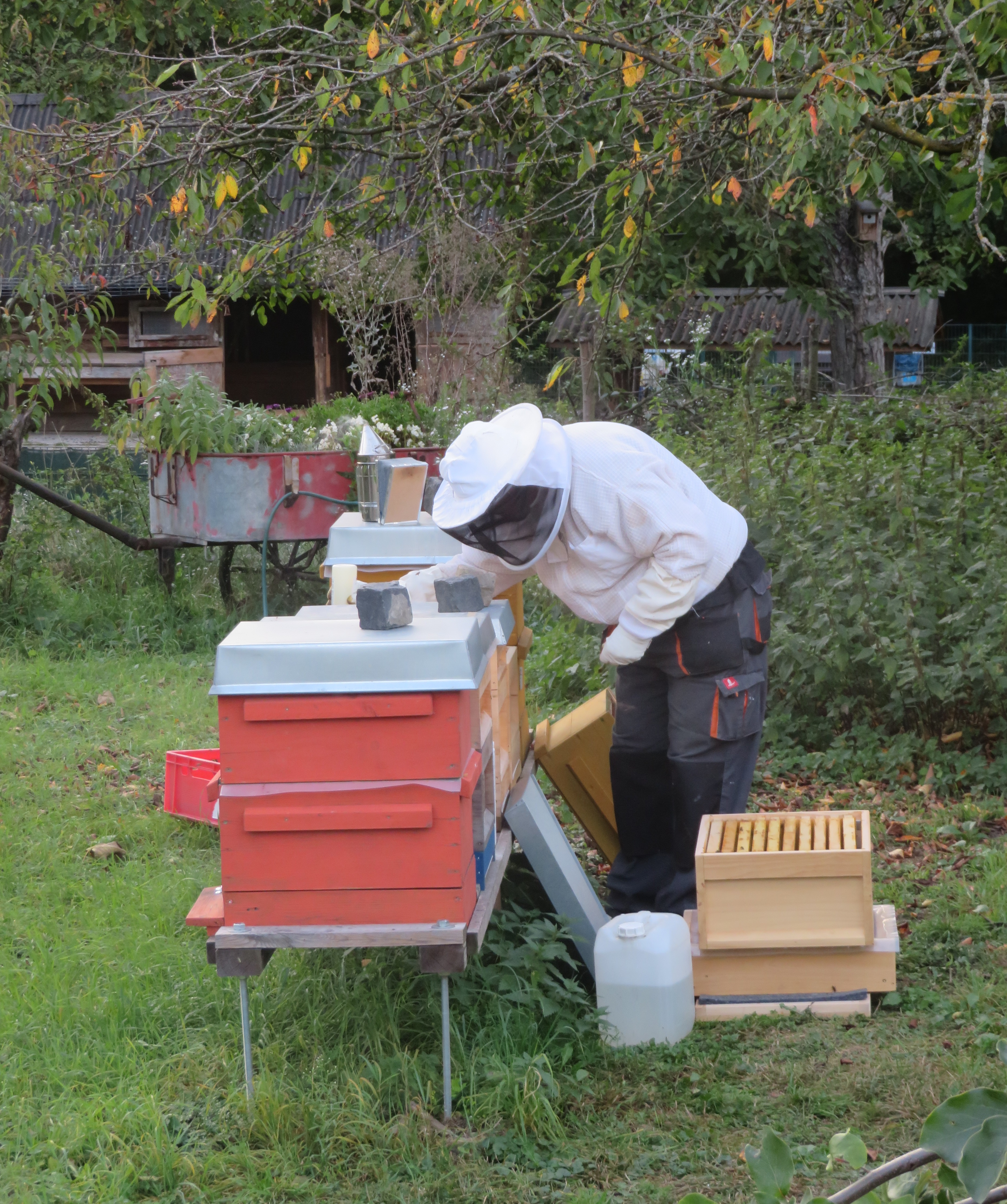
Imker beträufelt Bienen mit einer Lösung gegen die Varroamilbe, die Ameisensäure und Oxalsäure enthält

Imker halten Bienen in künstlichen Behausungen, die Beute genannt werden, in die Rähmchen eingehängt werden. Üblich sind heute meist sogenannte Magazinbeuten, es gibt aber zahlreiche Bautypen und Varianten, die sich je nach Trachtnutzung, oder auch nur persönlichen Vorlieben, voneinander unterscheiden. Magazinbeuten können frei aufgestellt werden oder sie werden in ein Bienenhaus oder einen Bienenstand geschützt aufgestellt. Viele Imkervereine betreiben sogenannte Lehrbienenstände. Benötigt werden weitere Imkereigeräte, zum Beispiel Imkerpfeife oder Smoker. Selten gebrauchte Geräte (z. B. zur Wachsverarbeitung) sind häufig bei den Imkervereinen vorhanden und können dort ausgeliehen werden. Bienenstöcke und Bienenhäuser benötigen einen geeigneten Standort. Günstig sind warme, aber nicht ganztags voll besonnte Stellen mit guter Trachtversorgung, mit nahegelegener Wasserstelle. Hohe Dichten über ca. 20 Völker pro Quadratkilometer sind nur bei optimaler Trachtversorgung möglich, ansonsten kommt es oft zum Honigraub bei schwächeren Völkern. Bienenstände können sowohl in bebauten Ortslagen wie auch im Freiland errichtet werden, auch an Waldrändern. Als Gebäude oder bauliche Anlage benötigen sie im Regelfall eine Baugenehmigung.
Imkerei wird als Hobby, im Nebenerwerb oder beruflich betrieben. Geschätzt 98 % der deutschen Imkereien haben keinen Erwerbscharakter. Die meisten davon fallen unter die deutsche Kleinunternehmerregelung, müssen also keine Umsatzsteuer für den Verkauf von Honig abführen. Rechtlich und steuerlich gehört die Imkerei zur Landwirtschaft.

## Imkerorganisationen

### Geschichte
Imkervereine in Deutschland existieren seit ca. 1815. Zusammenschlüsse dieser Vereine unter einem Dachverband erfolgten 1880 als der „Deutsche bienenwirtschaftliche Zentralverein“ gegründet wurde, aus dem 1907, mit der Vereinigungsversammlung zwischen Wanderversammlung, Zentralverein und Reichsverein zum Deutschen Imkerbund in Frankfurt/Main, der ganz Deutschland umfassende Deutsche Imkerbund e.V. hervorging. Im Dritten Reich wurde dieser Verband zur „Reichsfachgruppe Imker“ formiert und mit dieser „Gleichschaltung“  gab es in den Vereinen keine Wahlen mehr, weil die Leiter vom NS-Regime bestimmt und eingesetzt wurden. Aus Vereinen wurden „Ortsfachgruppen“. Nach dem Krieg erfolgte 1949 in Westdeutschland die Neugründung des Deutschen Imkerbundes in Lippstadt. In der DDR gab es 1959 einen staatlich „angeordneten“ Zusammenschluss aller Kleingärtner-, Siedler- und Kleintier-züchtervereinigungen zum Zentralverband der Kleingärtner, Siedler und Kleintierzüchter, bei dem die Imker eine eigene Fachrichtung bildeten. Mit der Wende und der Wiedervereinigung Deutschlands zerfiele diese Organisation und die Imkervereine der ehemaligen DDR gründeten auf Bundesländerebene eigene Landesverbände.

### Imkerverband
Die zum Deutschen Imkerbund (DIB) gehörenden Vereine, haben einen hierarchischen Aufbau. Die unterste Ebene bilden Ortsvereine mit den einzelnen Imkern als Mitglieder. Darüber steht ein Kreis-Imkerverein, der Mitglied des jeweiligen Imkerlandesverbandes ist. Die 19 Landesverbände sind weitgehend mit Bundesländern identisch sind. Die Dachorganisation vertritt die Interessen von über 120.000 Imkern und Imkerinin. Der Imkerbund besitzt die Marke „Echter Deutscher Honig“ und stellt bei entsprechendem Qualitätsnachweis diese seinen Mitgliedern zum Marketing zur Verfügung.
Daneben gibt es weitere Imkerorganisationen, in denen sich Imker aufgrund der von ihnen gehaltenen Bienenrasse (Gemeinschaft der Buckfast-Imker) oder aufgrund einer ökologischen Bienenhaltung zusammengeschlossen haben.

## Ausbildung

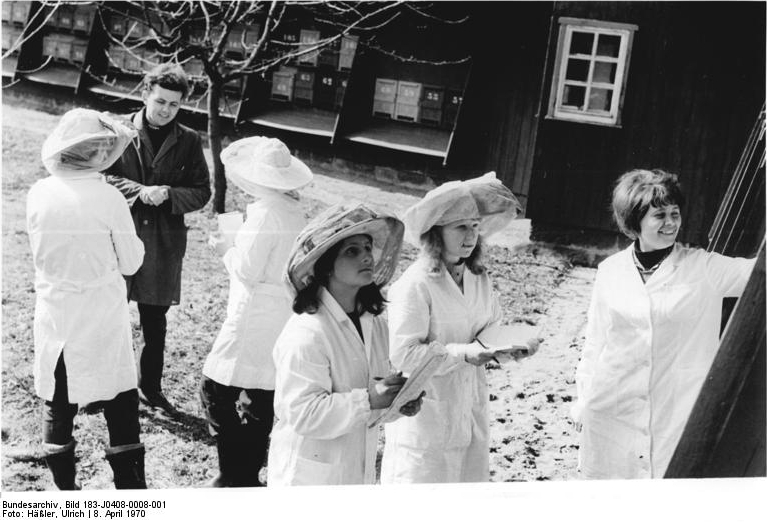
Ausbildung zum Berufsimker in der DDR 1970: Imkerlehrmeister und Lehrlinge am Lehrbienenstand des VEG Kalkreuth im Kreis Großenhain

Die Ausbildung zum Imker(gesellen) unter der Bezeichnung Tierwirt, Fachrichtung Imkerei erfolgt durch staatlich anerkannte Ausbildungsbetriebe. Derzeit sind 42 privatwirtschaftliche Betriebe und zwölf Bieneninstitute bzw. andere staatliche Institutionen anerkannt. Größter Ausbildungsbetrieb ist das Institut für Bienenkunde Celle mit acht Ausbildungsplätzen. Die Ausbildung dauert regulär drei, durch Anerkennung bestimmter Voraussetzungen zwei Jahre. Nach § 45 Abs. 2 BBiG ist ein sogenannter „Seiteneinstieg“ zur Gesellenprüfung möglich. Dabei sind viereinhalb Jahre Imkererfahrung mit mindestens 25 bzw. 50 Völkern bei der zuständigen Landwirtschaftskammer nachzuweisen. Eine Weiterbildung zum Tierwirtschaftsmeister (Imkermeister) ist möglich.
Die Anleitung zum Freizeitimker erfolgt in der Regel durch einen Imkerverein.
Dieser stellt Jungimkern einen „Imkerpaten“ zur Seite, der praktische Unterstützung in der Anfangszeit leistet. Daneben bieten die Imkerlandesverbände jahresbegleitende Schulungen an. Ein Sachkundenachweis für die Bienenhaltung ist seit 2021 nur in Niedersachsen erforderlich. Der Niedersächsische Landtag beschloss, sich auch „auf Bundesebene dafür einzusetzen, dass für die Bienenhaltung ein Imkerschein abgelegt werden muss.“ Imkerverbände halten ihn für unnötig und er verursache viel Aufwand.
Imkern wird empfohlen, sich einem Imkerverein anzuschließen. Über den Verein und den Dachverband besteht ein Versicherungsschutz im Bereich des Rechtsschutzes und der Haftpflicht. Die Haftpflichtversicherung (2006 etwa ein Euro pro Bienenvolk und Jahr) ist wegen möglicher Schadensansprüche Dritter, zum Beispiel wegen Bienenstichen, von Bedeutung.

## Ausbildende Institutionen

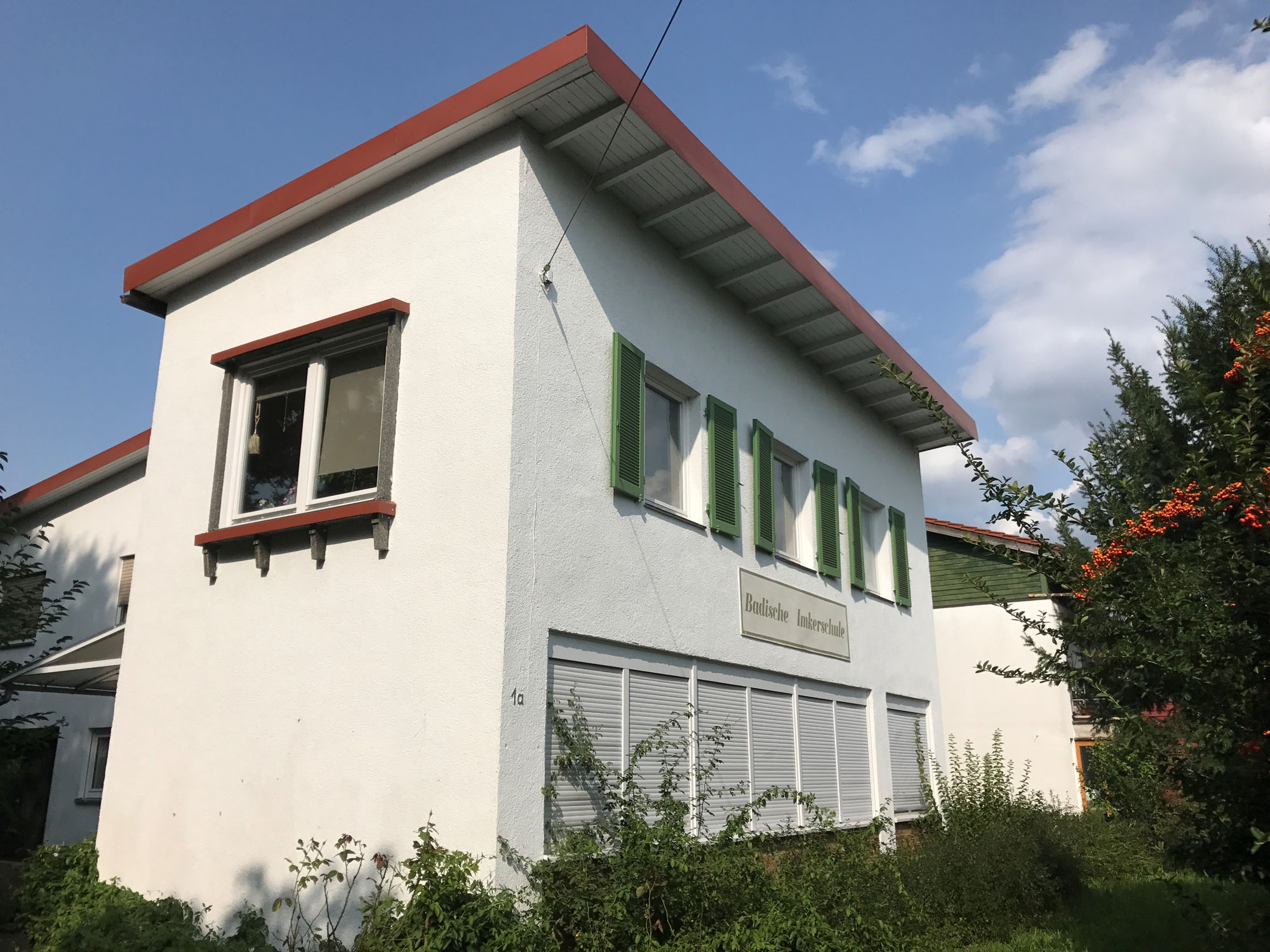
Badische Imkerschule in Heidelberg

Imkervereine, Berufsimker und öffentliche Institutionen (darunter Volkshochschulen, Naturschutzorganisationen etc.) bieten Lehrgänge und sogenannte Schnupperkurse an, um Interessierten (auch Kindern und Jugendlichen) die Biene und das Imkern nahezubringen und Starthilfen zu bieten. 
- Ausbildende Institutionen und Bienenwissenschaftliche Institute (nach Bundesländern sortiert):
  - Baden-Württemberg:
    - Gaggenau: Imkerschule
    - Heidelberg-Pfaffengrund: Badische Imkerschule Heidelberg
    - Karlsruhe: Imkerschule
    - Nattheim/Fleinheim: Härtsfelder Imkerschule
    - Zell am Harmersbach-Oberentersbach: Badische Imkerschule Oberentersbach
    - Stuttgart-Hohenheim: Landesanstalt für Bienenkunde an der Universität Hohenheim

  - Bayern:
    - Aschach: Imkerschule Aschach des Bezirksverbands Imker Oberpfalz
    - Deggendorf: Amt für Landwirtschaft und Forsten
    - Herzogenaurach: Imkerverein Herzogenaurach und Umgebung e.V.[18]Badische Imkerschule in Oberentersbach

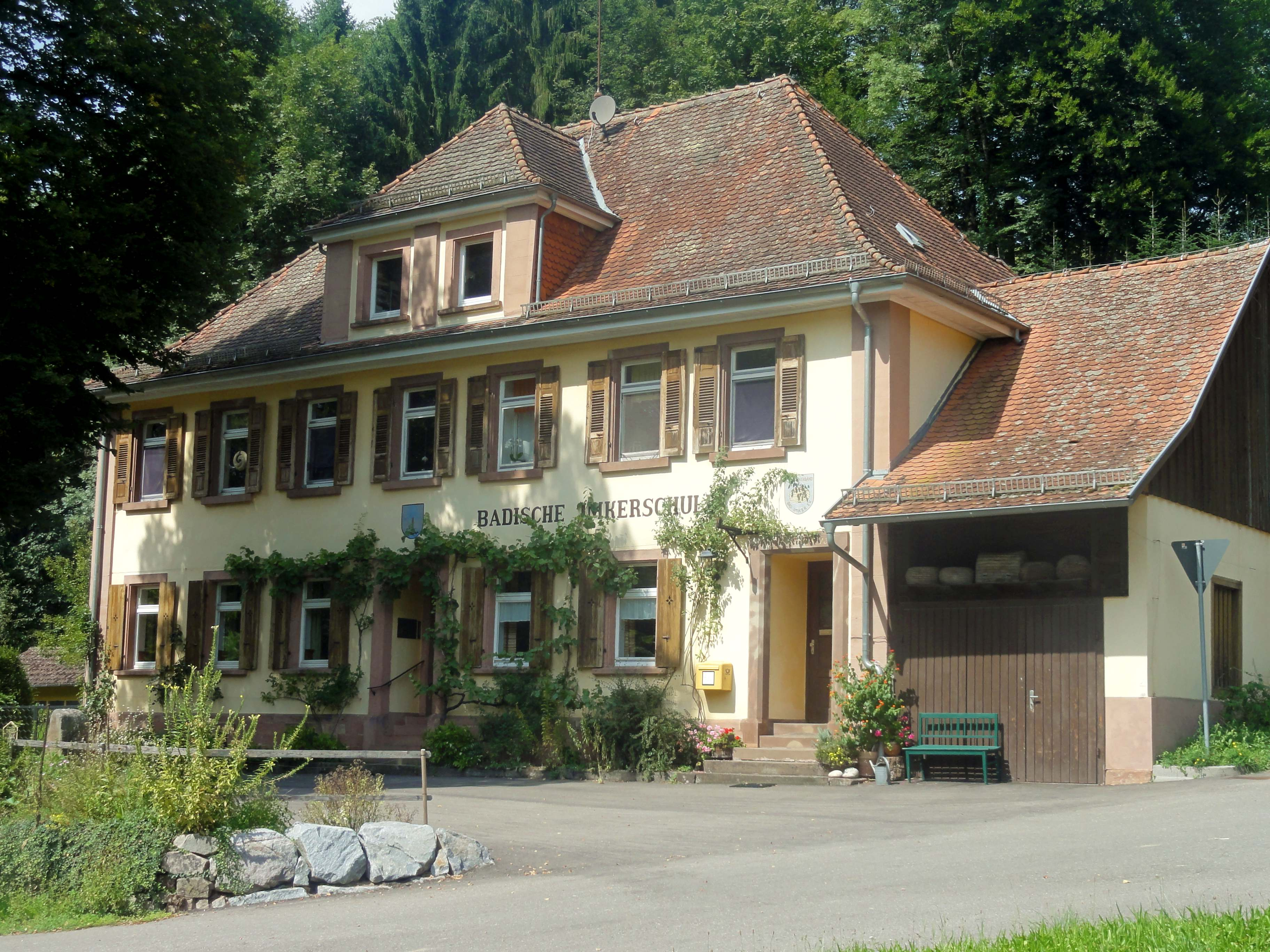
Badische Imkerschule in Oberentersbach

    - Kaufbeuren-Kleinkemnat: Imkerschule Schwaben
    - Kleinostheim: Bienenzuchtverein Kleinostheim e.V.[19]
    - Landsberg am Lech: Imkerschule des Bezirks Oberbayern
    - Mitwitz: Imkerschule Oberfranken
    - Veitshöchheim: Bayer. Landesanstalt für Wein- u. Gartenbau – Fachzentrum Bienen

  - Berlin:
    - Berlin: Institut für Allgemeine Zoologie und Experimentelle Morphologie der FU Berlin / AG Bienenforschung

  - Brandenburg:
    - Hohen Neuendorf: Länderinstitut für Bienenkunde Hohenneuendorf

  - Bremen:
    - Bremen: Bremer Imkerschule

  - Hessen:
    - Kirchhain: Landesbetrieb Landwirtschaft Hessen, Bieneninstitut
    - Oberursel: Institut für Bienenkunde, Polytechnische Gesellschaft, Fachbereich Biowissenschaften der Goethe-Universität Frankfurt am Main

  - Mecklenburg-Vorpommern:
    - Bantin: Bienenzuchtzentrum Bantin

  - Niedersachsen:
    - Bad Zwischenahn: Oldenburg-Wehnen, Lehr- und Versuchsanstalt der LWK Weser-Ems
    - Celle: Institut für Bienenkunde Celle
    - Delmenhorst: Imkerverein Delmenhorst beim Lehrbienenstand in Hengsterholz
    - Leer (Ostfriesland): Imkerlehrheim des Imkervereins Leer in der Kleingartenanlage „Abendfrieden“
    - Nordhorn: Imkerschule im Tierpark Nordhorn
    - Osnabrück: Zooschule und Lehrbienenstand im Osnabrücker Zoo am Schölerberg

  - Nordrhein-Westfalen:
    - Bonn: Institut für Nutzpflanzenwissenschaften und Ressourcenschutz der Universität Bonn'*** Duisburg: Bienenmuseum Duisburg
    - Köln-Dellbrück: Biogarten und -Imkerei auf dem Thurner Hof
    - Münster: Landwirtschaftskammer Nordrhein-Westfalen / Bienenkunde

  - Rheinland-Pfalz:
    - Mayen: DLR Westerwald-Osteifel, Fachzentrum Bienen und Imkerei Mayen

  - Schleswig-Holstein:
    - Bad Segeberg: Schleswig-Holsteinische Imkerschule

  - Thüringen:
    - Weimar: Deutsches Bienenmuseum Weimar

## Statistik

### Anzahl der Imker im Deutschen Imkerbund
| Landesverband          | 1991   | 2006   | 2007   | 2008      | 2009   | 2010   | 2011   | 2012   | 2013   | 2014   | 2015    | 2016    | 2017    | 2021    |
| ---------------------- | ------ | ------ | ------ | --------- | ------ | ------ | ------ | ------ | ------ | ------ | ------- | ------- | ------- | ------- |
| Baden                  | 8.722  | 7.054  | 7.075  | 7.102     | 7.192  | 7.260  | 7.362  | 7.604  | 7.712  | 8.040  | 8.472   | 8.820   | 9.739   | 11.218  |
| Bayern                 | 27.225 | 22.784 | 22.716 | ?         | 22.454 | 22.773 | 23.249 | 23.761 | 24.370 | 25.589 | 26.679  | 27.821  | 29.117  | 33.431  |
| Berlin                 | 587    | 485    | 488    | 527       | 564    | 591    | 679    | 743    | 834    | 978    | 1.115   | 1.198   | 1.334   | 1.424   |
| Brandenburg            | 2.396  | 1.588  | 1.585  | 1.717     | 1.802  | 1.846  | 1.852  | 1.940  | 2.046  | 2.147  | 2.335   | 2.512   | 2.640   | 3.166   |
| Hamburg                | 448    | 328    | 327    | 335       | 444    | 497    | 515    | 541    | 586    | 738    | 797     | 830     | 912     | 1.047   |
| Hannover               | 6.450  | 5.350  | 5.343  | 5.391     | 5.452  | 5.511  | 5.682  | 5.670  | 6.101  | 6.467  | 6.732   | 7.213   | 7.688   | 9.402   |
| Hessen                 | 7.887  | 7.042  | 6.963  | 6.932     | 6.954  | 7.172  | 7.387  | 7.608  | 7.932  | 8.433  | 8.893   | 9.266   | 9.669   | 11.956  |
| Mecklenburg-Vorpommern | 1.925  | 1.495  | 1.461  | 1.479     | 1.405  | 1.431  | 1.442  | 1.438  | 1.455  | 1.501  | 1.509   | 1.595   | 1.675   | 1.836   |
| Nassau                 | 577    | 437    | 434    | 439       | 442    | 459    | 460    | 458    | 493    | 522    | 549     | 567     | 594     | 671     |
| Rheinland              | 6.434  | 5.288  | 5.311  | 5.419     | 5.595  | 5.746  | 6.078  | 6.368  | 6.801  | 7.371  | 7.966   | 8.376   | 9.245   | 13.005  |
| Rheinland-Pfalz        | 2.030  | 1.491  | 1.545  | 1.526     | 1.518  | 1.537  | 1.621  | 1.551  | 1.524  | 1.837  | 1.941   | 2.077   | 2.190   | 2.506   |
| Saarland               | 1.553  | 1.261  | 1.202  | 1.178     | 1.130  | 1.255  | 1.273  | 1.371  | 1.389  | 1.559  | 1.669   | 1.765   | 1.833   | 1.987   |
| Sachsen                | 3.114  | 2.825  | 2.806  | 2.908     | 2.292  | 3.101  | 3.236  | 3.392  | 3.565  | 3.723  | 3.918   | 4.094   | 4.271   | 4.508   |
| Sachsen-Anhalt         | 2.478  | 1.257  | 1.269  | 1.270     | 1.275  | 1.322  | 1.351  | 1.454  | 1.535  | 1.604  | 1.667   | 1.851   | 1.975   | 2.300   |
| Schleswig-Holstein     | 3.374  | 2.626  | 2.471  | 2.447     | 2.435  | 2.536  | 2.534  | 2.650  | 2.724  | 2.736  | 2.953   | 2.980   | 3.097   | 3.660   |
| Thüringen              | 2.650  | 1.923  | 1.779  | 1.798     | 1.840  | 1.929  | 2.021  | 2.063  | 2.141  | 2.299  | 2.443   | 2.557   | 2.680   | 3.135   |
| Weser-Ems              | 2.476  | 2.500  | 2.647  | 2.664     | 2.732  | 2.799  | 2.929  | 3.003  | 3.200  | 3.444  | 3.667   | 3.859   | 4.163   | 5.170   |
| Westfalen-Lippe        | 6.746  | 5.647  | 5.735  | 5.835     | 5.932  | 6.145  | 6.383  | 6.578  | 6.929  | 7.409  | 7.830   | 8.372   | 8.622   | 9.984   |
| Württemberg            | 10.496 | 8.866  | 8.935  | 9.206     | 9.300  | 9.501  | 10.035 | 10.285 | 10.748 | 11.003 | 12.235  | 12.461  | 13.056  | 15.324  |
| Deutschland            | 97.568 | 80.247 | 80.092 | 58.173 +? | 80.758 | 83.411 | 86.089 | 88.478 | 92.085 | 97.400 | 103.370 | 108.214 | 114.500 | 135.730 |

### Anzahl der Bienenvölker
Die Anzahl der Bienenvölker betrug in Deutschland im Jahr 1900: 2.605.350, 1913: 2.311.277, 1921: 1.930.382, 1922: 1.831.005.
| Landesverband          | 1991      | 2006    | 2007    | 2008    | 2009    | 2010    | 2011    | 2012    | 2013    | 2014    | 2015    | 2016    | 2017    | 2018    | 2019    |
| ---------------------- | --------- | ------- | ------- | ------- | ------- | ------- | ------- | ------- | ------- | ------- | ------- | ------- | ------- | ------- | ------- |
| Baden                  | 112.014   | 69.788  | 67.295  | 64.915  | 62.837  | 62.169  | 62.289  | 62.256  | 63.283  | 64.242  | 67.589  | 70.504  | 73.390  | 75.558  | 76.991  |
| Bayern                 | 350.463   | 198.569 | 187.428 | 165.640 | 162.922 | 162.116 | 163.543 | 155.120 | 158.586 | 166.516 | 164.879 | 176.646 | 187.549 | 189.664 | 197.282 |
| Berlin                 | 4.074     | 2.414   | 2.464   | 2.527   | 2.804   | 2.984   | 3.410   | 3.490   | 4.407   | 4.661   | 5.397   | 6.346   | 7.086   | 7.078   | 7.635   |
| Brandenburg            | 22.697    | 15.725  | 15.361  | 16.582  | 17.003  | 17.153  | 18.346  | 18.764  | 19.426  | 20.643  | 22.374  | 24.800  | 26.063  | 24.791  | 26.980  |
| Hamburg                | 3.237     | 2.065   | 2.123   | 2.238   | 3.010   | 3.358   | 3.389   | 3.378   | 3.452   | 3.793   | 4.116   | 4.615   | 5.118   | 5.315   | 5.324   |
| Hannover               | 59.995    | 46.161  | 44.898  | 43.945  | 43.131  | 42.377  | 43.748  | 43.428  | 43.925  | 47.174  | 48.665  | 52.289  | 54.089  | 55.511  | 58.512  |
| Hessen                 | 76.290    | 51.588  | 48.954  | 48.197  | 46.274  | 47.479  | 48.240  | 48.533  | 48.657  | 49.538  | 52.429  | 53.813  | 56.005  | 59.194  | 61.194  |
| Mecklenburg-Vorpommern | 23.000    | 16.251  | 15.600  | 15.157  | 15.050  | 15.010  | 14.731  | 15.510  | 15.551  | 16.495  | 14.961  | 16.826  | 18.043  | 17.665  | 17.878  |
| Nassau                 | 4.883     | 3.294   | 3.192   | 3.005   | 3.041   | 3.060   | 3.061   | 2.988   | 3.349   | 3.666   | 3.718   | 3.839   | 4.206   | 4.320   | 4.571   |
| Rheinland              | 50.561    | 37.709  | 36.897  | 35.755  | 36.053  | 35.622  | 37.283  | 37.269  | 41.713  | 46.099  | 50.273  | 54.745  | 60.378  | 66.190  | 71.485  |
| Rheinland-Pfalz        | 16.158    | 11.246  | 10.477  | 9.966   | 9.962   | 10.216  | 10.280  | 10.110  | 10.598  | 11.163  | 11.965  | 12.483  | 13.122  | 12.290  | 12.928  |
| Saarland               | 4.100     | 8.461   | 8.303   | 7.036   | 7.350   | 7.539   | 7.539   | 7.291   | 7.608   | 8.365   | 8.468   | 9.272   | 9.501   | 9.710   | 10.408  |
| Sachsen                | 28.660    | 25.741  | 24.735  | 24.245  | 24.651  | 26.510  | 28.170  | 28.019  | 28.695  | 31.186  | 31.905  | 34.210  | 36.179  | 35.726  | 36.081  |
| Sachsen-Anhalt         | 36.993    | 10.462  | 10.015  | 9.932   | 9.543   | 9.785   | 9.825   | 9.920   | 10.232  | 11.412  | 11.782  | 13.681  | 14.931  | 15.637  | 16.058  |
| Schleswig-Holstein     | 35.254    | 23.476  | 23.127  | 21.114  | 20.823  | 21.202  | 21.176  | 20.941  | 20.886  | 21.216  | 22.093  | 23.986  | 25.904  | 27.029  | 28.847  |
| Thüringen              | 20.150    | 15.147  | 13.876  | 14.122  | 13.744  | 14.855  | 15.803  | 15.419  | 15.435  | 17.306  | 18.388  | 19.330  | 21.722  | 22.492  | 23.114  |
| Weser-Ems              | 23.022    | 22.023  | 21.818  | 21.128  | 21.043  | 21.138  | 20.932  | 20.392  | 20.947  | 22.697  | 23.884  | 25.634  | 27.400  | 28.612  | 29.967  |
| Westfalen-Lippe        | 51.077    | 38.466  | 37.572  | 36.665  | 36.254  | 37.908  | 39.411  | 39.090  | 40.767  | 44.797  | 48.507  | 51.931  | 54.324  | 57.903  | 62.729  |
| Württemberg            | 131.067   | 83.654  | 81.509  | 79.654  | 78.467  | 78.716  | 80.425  | 80.254  | 81.420  | 83.641  | 87.794  | 91.650  | 97.192  | 100.553 | 103.028 |
| Deutschland            | 1.055.686 | 682.240 | 655.644 | 621.823 | 613.962 | 619.197 | 631.601 | 622.172 | 638.937 | 674.610 | 699.187 | 745.835 | 792.202 | 815.238 | 851.012 |

### Honigertrag pro Bienenvolk für Deutschland in kg
(Quelle: )
| 2015 | 2016 | 2017 | 2018 | 2019 | 2020 | 2021 |
| ---- | ---- | ---- | ---- | ---- | ---- | ---- |
| 30   | 26   | 33   | 32   | 26   | 30   | 18   |

### Honigertrag in kg
| Landesverband          | 2011       | 2013       | 2014       | 2015       | 2016       | 2017       |
| ---------------------- | ---------- | ---------- | ---------- | ---------- | ---------- | ---------- |
| Baden                  | 2.865.294  | 1.075.811  | 1.798.776  | 1.486.958  | 1.642.743  | 4.183.230  |
| Bayern                 | 7.281.484  | 4.821.014  | 3.963.081  | 5.358.568  | 4.822.436  | 6.449.810  |
| Berlin                 | 143.220    | 176.280    | 179.449    | 145.719    | 184.034    | 145.263    |
| Brandenburg            | 660.456    | 621.632    | 660.576    | 760.716    | 770.560    | 547.323    |
| Hamburg                | 135.560    | 107.012    | 130.859    | 152.292    | 161.525    | 112.596    |
| Hannover               | 1.329.939  | 1.089.340  | 1.424.655  | 1.158.227  | 1.113.756  | 1.152.096  |
| Hessen                 | 2.436.120  | 1.848.966  | 1.510.909  | 2.196.775  | 1.474.476  | 2.111.389  |
| Mecklenburg-Vorpommern | 500.854    | 435.428    | 560.830    | 508.674    | 587.900    | 611.477    |
| Nassau                 | 128.562    | 110.517    | 131.976    | 130.130    | 89.449     | 119.030    |
| Rheinland              | 1.790.000  | 692.436    | 1.774.812  | 1.985.784  | 1.560.233  | 1.853.605  |
| Rheinland-Pfalz        | 411.200    | 243.754    | 279.075    | 251.265    | 254.855    | 328.050    |
| Saarland               | 209.244    | 144.552    | 167.300    | 170.207    | 171.532    | 185.270    |
| Sachsen                | 983.133    | 938.040    | 925.600    | 1.033.722  | 1.148.772  | 1.314.383  |
| Sachsen-Anhalt         | 393.000    | 330.494    | 435.938    | 400.588    | 424.111    | 559.913    |
| Schleswig-Holstein     | 823.746    | 622.403    | 842.275    | 795.348    | 923.461    | 878.146    |
| Thüringen              | 749.062    | 579.121    | 496.163    | 737.359    | 605.029    | 803.714    |
| Weser-Ems              | 575.630    | 439.887    | 612.819    | 724.641    | 538.314    | 548.000    |
| Westfalen-Lippe        | 1.261.152  | 815.340    | 1.343.910  | 1.552.224  | 1.298.275  | 1.205.993  |
| Württemberg            | 2.292.113  | 1.709.820  | 1.212.795  | 1.668.086  | 1.741.350  | 2.526.992  |
| Deutschland            | 24.969.769 | 16.801.847 | 18.451.789 | 21.217.283 | 19.512.811 | 25.636.280 |